# Barum
Barum är en småort vid Ivösjön i Kiaby distrikt i Kristianstads kommun i Skåne län. Från Barum går en linfärja över sjön till Ivö.

## Historia
Ortens äldsta historiska belägg är från 1211: Barhem (DD IR 5:3).
Vid Oppmannasjöns strand, cirka 2,5 kilometer söder om den gamla byn, hittades 1939 Barumskvinnan, även kallad Bäckaskogskvinnan, som brukar kallas Skånes äldsta kvinna. Hon hittades i en grop i sittande ställning.
Barum låg i Kiaby församling som var unik genom att socknen hade fyra kyrkobyggnader Kiaby kyrka, Bäckaskogs kloster samt kapellen i Barum och Kjuge, Vid kapellet i Barum fanns en trefaldighetskälla.
Ortens näringsliv har dominerats av jordbruk och inom detta område har två grödor tidigare varit av stor vikt. Först tobaksodlingen som började i Sverige under 1600-talet och under 1800-talet var en viktig näring i området runt Kristianstad. Barum har fortfarande två tobakslador från tobaksodlingen bevarade. Lite senare ifrån början av 1900-talet  började fruktodlingen som passade bra på de lite magrare markerna vid Ivösjön som ibland var kuperade.
I  Svenska orter: atlas över Sverige med ortbeskrivning / Del I beskrivs Barum: 
Barum, By och lägenheter i Kristianstad län, Kiaby kommun; 6 jordbruksfastigheter, 12 andra fastigheter. Taxeringsvärde för jordbruksfastigheter 93 700 kr., därav 90 400 jordbruksvärde och 3 300 skogsvärde, för andra fastigheter 24 800 kr.

### Befolkningsutveckling
| Befolkningsutvecklingen i Barum 1990–2015 | Befolkningsutvecklingen i Barum 1990–2015 | Befolkningsutvecklingen i Barum 1990–2015 | Befolkningsutvecklingen i Barum 1990–2015 | Befolkningsutvecklingen i Barum 1990–2015 |
| ----------------------------------------- | ----------------------------------------- | ----------------------------------------- | ----------------------------------------- | ----------------------------------------- |
|                                           |                                           |                                           |                                           |                                           |
| År                                        |                                           |                                           | Folkmängd                                 | Areal (ha)                                |
| 1990                                      | 1990                                      |                                           | 54                                        | 22#                                       |
| 1995                                      | 1995                                      |                                           | 55                                        | 22#                                       |
| 2000                                      | 2000                                      |                                           | 53                                        | 22#                                       |
| 2005                                      | 2005                                      |                                           | 62                                        | 24#                                       |
| 2010                                      | 2010                                      |                                           | 54                                        | 24#                                       |
| 2015                                      | 2015                                      |                                           | 68                                        | 39#                                       |
| Anm.: # Som småort.                       |                                           |                                           |                                           |                                           |